# توموهیرو کامیاما
توموهیرو کامیاما (انگلیسی: Tomohiro Kamiyama؛ زادهٔ ۱ ژوئیهٔ ۱۹۹۳) بازیگر، و بازیگر تلویزیون اهل ژاپن است.